# Hanson (Kentucky)
Hanson – miasto w Stanach Zjednoczonych, w stanie Kentucky, w hrabstwie Hopkins.